# Nina Stemme
Nina Stemme (Stoccolma, 11 maggio 1963) è un soprano svedese.

## Biografia
Ha studiato all'Università di Stoccolma parallelamente agli studi musicali. 
In seguito canta alla Kungliga Operan e nel 1993 vince il concorso Operalia.
Al Festival di Bayreuth debutta nel 1994 come Freia in Das Rheingold diretta da James Levine con John Tomlinson, Siegfried Jerusalem ed Eric Halfvarson.
Al Metropolitan Opera House di New York debutta come Senta in Der Fliegende Holländer diretta da Valery Gergiev con Matthew Polenzani nel novembre 2000.
Al Grand Théâtre di Ginevra debutta come Katerina in Lady Macbeth del Distretto di Mcensk con l'Orchestre de la Suisse Romande nel 2001.
Al Festival di Salisburgo debutta come Nyssia in Der König Kandaules di Alexander von Zemlinsky diretta da Kent Nagano con la Deutsches Symphonie Orchester Berlin nel 2002.
Al Wiener Staatsoper debutta nel 2003 come Senta in Der Fliegende Holländer diretta da Seiji Ozawa tornando nel 2004 come Sieglinde in Die Walküre con Matti Salminen.
Al Glyndebourne Festival Opera debutta come Isolde in Tristan und Isolde diretta da Jiří Bělohlávek con Bo Skovhus e la London Philharmonic Orchestra nel 2003.
Al San Francisco Opera debutta nel 2004 come Senta in Der Fliegende Holländer diretta da Donald Runnicles.
Ancora a Ginevra nel 2005 è Elisabeth in Tannhäuser ed a Bayreuth è Isolde in Tristan und Isolde.
Al Royal Opera House, Covent Garden di Londra debutta come Amelia in Un ballo in maschera diretta da Charles Mackerras con Dmitri Hvorostovsky nel 2005.
Nel 2006 diventa membro dell'Accademia reale svedese di musica.
A Ginevra nel 2007 è La prima donna/Ariadne in Ariadne auf Naxos diretta da Jeffrey Tate.
Nel 2008 a Vienna è Leonora de Vargas ne La forza del destino diretta da Zubin Mehta con Salvatore Licitra e Brünnhilde in Sigfrido diretta da Franz Welser-Möst.
Al Teatro alla Scala di Milano debutta nel 2009 con un recital ed un concerto diretta da Daniel Barenboim con Plácido Domingo con musiche di Richard Wagner tornando il 7 dicembre 2010 come Brünnhilde in Die Walküre nella serata inaugurale diretta da Barenboim con Tomlinson e Waltraud Meier.
Al Bayerische Staatsoper debutta come Senta in Der fliegende Holländer con Salminen nel 2009 ed a Londra è Isolde in Tristan und Isolde diretta da Antonio Pappano con Tomlinson.
Nel 2010 a Salisburgo canta Wesendonck-Lieder e vince il Laurence Olivier Awards (per Isolde del 2009), a San Francisco diretta da Runnicles debutta il ruolo di Brünnhilde in Die Walküre e ne Il crepuscolo degli dei cantandolo anche in Siegfried ed al Metropolitan Ariadne/Prima Donna in Ariadne auf Naxos.
All'Opéra National de Paris debutta nel 2011 come Elisabeth in Tannhäuser.
Ancora nel 2011 a Vienna è Primadonna/Ariadne in Ariadne auf Naxos, è Leonore in Fidelio a Londra e diretta da Welser-Möst alla Scala nella trasferta viennese ed al Bayerische Staatsoper Isolde in Tristan und Isolde diretta da Nagano.
Nel 2012 a Vienna è la protagonista in Tosca diretta da Welser-Möst con José Cura e Die Feldmarschallin in Der Rosenkavalier diretta da Tate con Elīna Garanča, al Bayerische Staatsoper Brünnhilde ne Il crepuscolo degli dei diretta da Nagano con Halfvarson ed alla Scala Brünnhilde nella prima di Siegfried diretta da Barenboim ripresa da Rai 5.
Nel 2013 a Vienna diretta da Welser-Möst è Brünnhilde in Die Walküre con Salminen e ne Il crepuscolo degli dei con Tomlinson, Isolde in Tristan und Isolde e Minnie ne La fanciulla del West e vince l'International Opera Awards.
Nel 2014 a Parigi è Minnie ne La fanciulla del West con Carlo Rizzi (direttore d'orchestra), Claudio Sgura, Marco Berti e Matteo Peirone ed a Strasburgo Judith ne Il castello di Barbablù.
Nel 2015 a Vienna è Elettra (Strauss) e Leonore in Fidelio arrivando a 106 recite viennesi al 2015, alla Scala Turandot diretta da Riccardo Chailly con Carlo Bosi e Maria Agresta nella prima trasmessa in diretta da Rai 5, all'Opernhaus Zürich Isolde in Tristan und Isolde con Salminen, tiene un recital ed è Turandot cantata anche a Rättvik.
Nel 2016 al Met è Turandot diretta da Paolo Carignani con Berti ed Elektra diretta da Esa-Pekka Salonen con la Meier, al Bayerische Staatsoper Turandot diretta da Asher Fisch con Irina Lungu, al Semperoper di Dresda Brünnhilde in Die Walküre diretta da Christian Thielemann, al Deutsche Oper Berlin Elektra diretta da Runnicles con la Meier, al Washington National Opera Brünnhilde in Die Walküre, Siegfried e Il crepuscolo degli dei con Halfvarson ed al Deutsche Oper Isolde in Tristan und Isolde diretta da Runnicles con Salminen.

## Discografia
- Beethoven, Fidelio (Live, Lucerne Festival 2010) - Abbado/Kaufmann/Stemme, 2011 Decca - Gramophone Award 2012
- Strauss: Four Last Songs - Antonio Pappano/Nina Stemme/Orchestra of the Royal Opera House, Covent Garden, 2007 EMI/Warner
- Wagner: Tristan und Isolde - Stephen Gould/Simon Pauly/Johan Reuter/Arttu Kataja/Nina Stemme/Rundfunk-Sinfonieorchester Berlin/Berlin Radio Choir/Marek Janowski/Kwangchul Youn/Clemens Bieber/Timothy Fallon/Michelle Breedt, 2012 PentaTone
- Wagner: Tannhäuser - Christian Gerhaher/Michael McCown/Isabelle Vosskuhler/Sabine Puhlmann/Berlin Radio Choir/Martin Snell/Nina Stemme/Bianca Reim/Marina Prudenskaja/Albert Dohmen/Roksolana Chraniuk/Peter Sonn/Wilhelm Schwinghammer/Bettina Pieck/Rundfunk-Sinfonieorchester Berlin/Robert Dean Smith/Marek Janowski, 2013 PentaTone
- Wagner: Die Walküre - Valery Gergiev/Anja Kampe/Jonas Kaufmann/René Pape/Nina Stemme/Mikhail Petrenko/Ekaterina Gubanova/Mariinsky Theatre Orchestra, 2013 State Academic Mariinsky Theatre

## DVD
- Janacek: Jenufa (Liceu, 2005) - Éva Marton/Nina Stemme, Arthaus Musik/Naxos
- Puccini, Turandot - Chailly/Stemme/Agresta/Antonenko, 2015 Decca
- Wagner: Siegfried (La Scala, 2012) - Daniel Barenboim, Arthaus Musik/Naxos
- Wagner: Tristan und Isolde (Glyndebourne, 2007) - Bo Skovhus/Jiří Bělohlávek, Opus Arte/Naxos
- Wagner: Die Walküre (La Scala, 2010) - John Tomlinson/Waltraud Meier/Daniel Barenboim, Arthaus Musik/Naxos